# 科韋爾尼諾區

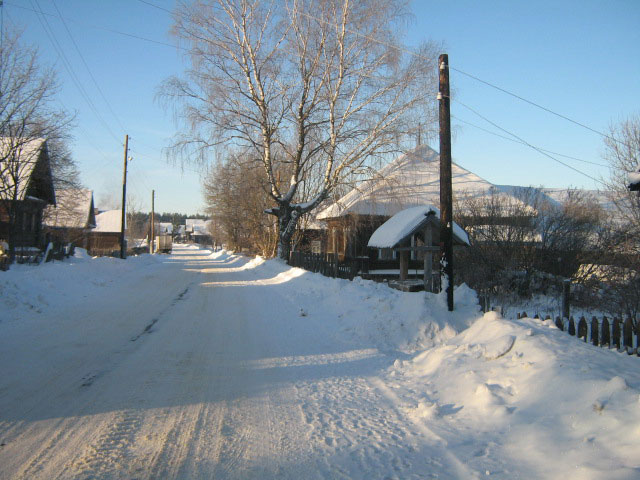

57°08′N 43°49′E / 57.133°N 43.817°E
科韋爾尼諾區（俄语：Ковернинский район），是俄羅斯的一個區，位於該國西部，由下諾夫哥羅德州負責管轄，始建於1929年，面積2,339.8平方公里，2010年人口19,951，人口密度每平方公里8.53人。